# Unió Democràtica per la Integració
La Unió Democràtica per la Integració (albanès Bashkimi Demokratik për Integrim, BDI, macedònic Демократска унија за интеграција, Demokratska unija za integracija, DUI) és un partit polític de Macedònia del Nord que defensa els interessos dels albanesos de Macedònia del Nord. Es va formar immediatament després del Conflicte de Macedònia entre e l'Exèrcit d'Alliberació Nacional (NLA) i les forces de seguretat de Macedònia del Nord.

## Història
El BDI va succeir al NLA després del conflicte de Macedònia de 2001, quan aquest va ser desmantellat i desarmat. El líder del NLA Ali Ahmeti es va convertir en president del partit, mentre que el seu quarter paramilitar es va transformar i legalitzar en organització del partit. No obstant això, després de la guerra, molts intel·lectuals albanesos de Macedònia, que no eren membres del NLA, es va unir al partit. El partit polític que es va formar el juny de 2002. A les eleccions legislatives macedònies de 2002, el partit va obtenir l'11,9% del vot popular (70% dels vots albanesos) i 16 dels 120 escons. De 2002 a 2006 va formar part de la coalició governant juntament amb la Unió Socialdemòcrata de Macedònia (SDSM) i el Partit Liberal Democràtic.
A les eleccions legislatives macedònies de 2006 va formar coalició amb el Partit per la Prosperitat Democràtica i la Lliga Democràtica dels Bosnians. Aquesta coalició va rebre el 12,2% dels vots i 18 escons. Encara que el BID va obtenir el major nombre d'escons entre els partits albanesos ètnics (14), ja que els seus socis governamentals macedonis van perdre les eleccions, no va ser convidat pel nou primer ministre, Nikola Gruevski per participar en el nou govern. El seu lloc va ser ocupat per la segona força política albanesa, el Partit Democràtic dels Albanesos. Com a resultat, el partit va organitzar protestes i va tractar d'aconseguir suport internacional per tal d'unir-se al nou govern, però tot va ser en va. Fins al 2008 la BID s'ha negat a participar en l'Assemblea de la República de Macedònia, bloquejant el seu funcionament eficaç com l'òrgan legislatiu del país.
A les eleccions legislatives macedònies de 2008 es va presentar en solitari i va obtenir el 12,77% dels vots	i 18 escons novament. Tanmateix, la coalició dirigida pel VMRO–DPMNE va obtenir majoria absoluta, i ha pogut formar govern sense el suport de cap altre partit.

## El símbol de la controvèrsia
La bandera i símbol del partit mostra la primera lletra de cada paraula del nom del partit en albanès (BDI), coronada per set estrelles, de les quals una està envoltada per un cercle blanc. S'ha teoritzat que cada estrella representa una part de la Gran Albània:
- La República d'Albània
- El municipi d'Ulcinj i altres parts del sud-est de Montenegro
- Kosovo
- la vall de Preševo a Sèrbia meridional
- La part occidental de Macedònia del Nord
- La regió de Çamëria al nord-oest de Grècia

La setena estrella envoltada setè es diu que representa la Gran Albània. Aquesta teoria no ha estat confirmada pels funcionaris del partit, i totes les denúncies de les seves pretensions d'una Gran Albània han estat negades oficialment. Oficialment, les estrelles fan referència a la petició del partit per al futur de Macedònia a la Unió Europea.